# Imani-Lara Lansiquot
Imani-Lara Lansiquot (Peckham, 17 de dezembro de 1997) é uma atleta britânica, medalhista olímpica.
Lansiquot correu pela primeira vez em 12 segundos nos 100 metros aos quinze anos, vencendo o Surrey Schools Championships em em junho de 2013. Nos Jogos Olímpicos de Verão de 2020, conquistou a medalha de bronze na prova de revezamento 4x100 metros feminino com o tempo de 41.88 segundos, ao lado de Asha Philip, Dina Asher-Smith e Daryll Neita.